# Asambleas del Partido Republicano de 2012 en Kansas
Las Asambleas del Partido Republicano de 2012 en Kansas se hicieron el 10 de marzo de 2012. Las Asambleas del Partido Republicano fueron unas asambleas, con 40 delegados para elegir al candidato del Partido Republicano para las elecciones presidenciales de Estados Unidos de 2012.  En el Estado de Kansas estaban en disputa 40 delegados.

## Elecciones

### Resultados
| Asambleas del Partido Republicano de Kansas de 2012 | Asambleas del Partido Republicano de Kansas de 2012 | Asambleas del Partido Republicano de Kansas de 2012 | Asambleas del Partido Republicano de Kansas de 2012 | Asambleas del Partido Republicano de Kansas de 2012 |
| Candidato                                           | Votos                                               | Porcentaje                                          | Delegados                                           |                                                     |
| --------------------------------------------------- | --------------------------------------------------- | --------------------------------------------------- | --------------------------------------------------- | --------------------------------------------------- |
| Rick Santorum                                       | 15,290                                              | 51.2%                                               | 33                                                  |                                                     |
| Mitt Romney                                         | 6,250                                               | 20.9%                                               | 7                                                   |                                                     |
| Newt Gingrich                                       | 4,298                                               | 14.4%                                               | 0                                                   |                                                     |
| Ron Paul                                            | 3,767                                               | 12.6%                                               | 0                                                   |                                                     |
| Herman Cain                                         | 39                                                  | 0.1%                                                | 0                                                   |                                                     |
| Jon Huntsman                                        | 38                                                  | 0.1%                                                | 0                                                   |                                                     |
| Rick Perry                                          | 37                                                  | 0.1%                                                | 0                                                   |                                                     |
| Michele Bachmann                                    | 16                                                  | 0.1%                                                | 0                                                   |                                                     |
| Total                                               | 29,857                                              | 100%                                                | 40                                                  |                                                     |

| Clave: | Retirado antes de la contienda |